# Jaime Fortier
Jaime Fortier (ur. 23 lutego 1976 w Edmonton) – kanadyjska biegaczka narciarska. Była uczestniczką Mistrzostw świata w narciarstwie klasycznym w Trondheim (1997) i Lahti (2001), a także Zimowych Igrzysk Olimpijskich w Nagano (1998) i Salt Lake City (2002).

## Osiągnięcia

### Igrzyska olimpijskie
| Miejsce | Dzień     | Rok  | Miejscowość    | Konkurencja                            | Czas biegu  | Strata       | Zwyciężczyni      |
| ------- | --------- | ---- | -------------- | -------------------------------------- | ----------- | ------------ | ----------------- |
| 77.     | 10 lutego | 1998 | Nagano         | 5 km stylem klasycznym                 | 21:20,8 min | +3:42,9 min  | Łarisa Łazutina   |
| 16.     | 15 lutego | 1998 | Nagano         | Sztafeta 4 × 5 km                      | 55:13,5     | +5:56,4      | Rosja             |
| 37.     | 9 lutego  | 2002 | Soldier Hollow | 15 km stylem dowolnym (start masowy)   | 43:54,0 min | +3:59,6 min  | Stefania Belmondo |
| 30.     | 19 lutego | 2002 | Soldier Hollow | sprint stylem dowolnym                 |             |              | Julija Czepałowa  |
| 34.     | 24 lutego | 2002 | Soldier Hollow | 30 km stylem klasycznym (start masowy) | 1:44:26,2 h | +13:29,1 min | Gabriella Paruzzi |

### Mistrzostwa świata
| Miejsce | Dzień     | Rok  | Miejscowość | Konkurencja                            | Czas biegu  | Strata       | Zwyciężczyni   |
| ------- | --------- | ---- | ----------- | -------------------------------------- | ----------- | ------------ | -------------- |
| 59.     | 21 lutego | 1997 | Trondheim   | 15 km stylem dowolnym                  | 42:39,5 min | +6:11,3 min  | Jelena Välbe   |
| 52.     | 1 marca   | 1997 | Trondheim   | 30 km stylem klasycznym (start masowy) | 1:40:13,3 h | +17:08,4 min | Jelena Välbe   |
| 50.     | 15 lutego | 1999 | Lahti       | 15 km stylem klasycznym                | 50:48,1 min | +6:53,3 min  | Bente Skari    |
| 35.     | 18 lutego | 2001 | Lahti       | 10 km bieg łączony                     | 30:39,3 min | +2:33,2 min  | Virpi Kuitunen |